# Zamostî, Turiisk
Zamostî (în ucraineană Замости) este un sat în comuna Haikî din raionul Turiisk, regiunea Volînia, Ucraina.

## Demografie
Componența lingvistică a localității Zamostî
     Ucraineană (98,96%)
     Rusă (1,04%)
Conform recensământului din 2001, majoritatea populației localității Zamostî era vorbitoare de ucraineană (98,96%), existând în minoritate și vorbitori de rusă (1,04%).